# Tropheus sp. black
Espèce
Tropheus sp. black est une espèce de poissons de la famille des Cichlidae endémique du lac Tanganyika.
Cette appellation regroupe plusieurs espèces non décrites mais largement répandues en milieu aquariophile. Chacune de ces espèces se différencie par sa localité géographique, son lieu de pêche dans le lac Tanganyika. Un Tropheus noir non décrit pêché à proximité de « Pemba » par exemple se nomme commercialement Tropheus sp. black « Pemba ». Les passionnés « puristes » prennent grand soin de différencier et conserver toutes les caractéristiques d'une variété géographique.

## Alimentation
Les Tropheus sont des poissons végétariens qui se nourrissent dans leur milieu naturel des algues qui recouvrent le substrat.

## Juvéniles
Comme la plupart des espèces qui regroupent le genre Tropheus, juvénile le patron de coloration diffère de celui de l'adulte.

## Gueule blanche
En raison de leur comportement territorial et hiérarchique très affirmé et de leur comportement alimentaire, la gueule des Tropheus est toujours blanche, d'une part à cause des « prises de gueules » répétées entre les individus et d'autre part du fait qu'ils raclent continuellement les roches et substrats de leur habitat.

## Liste des espèces
- Tropheus sp. black "Pemba" ("Bemba") - Pemba/Bemba
- Tropheus sp. black "kiriza" - Kiriza
- Tropheus sp. black "Bulu Point" - Bulu Point,

etc.

## Au zoo
L'Aquarium du palais de la Porte Dorée détient quelques couples de Tropheus sp. black « Pemba » (« Bemba ») présentés au public. Ils sont maintenus dans une grande cuve « type spécifique lac Tanganyika » et en compagnie de plusieurs autres espèces (Cyprichromis, Neolamprologus, Julidochromis).

## Galerie

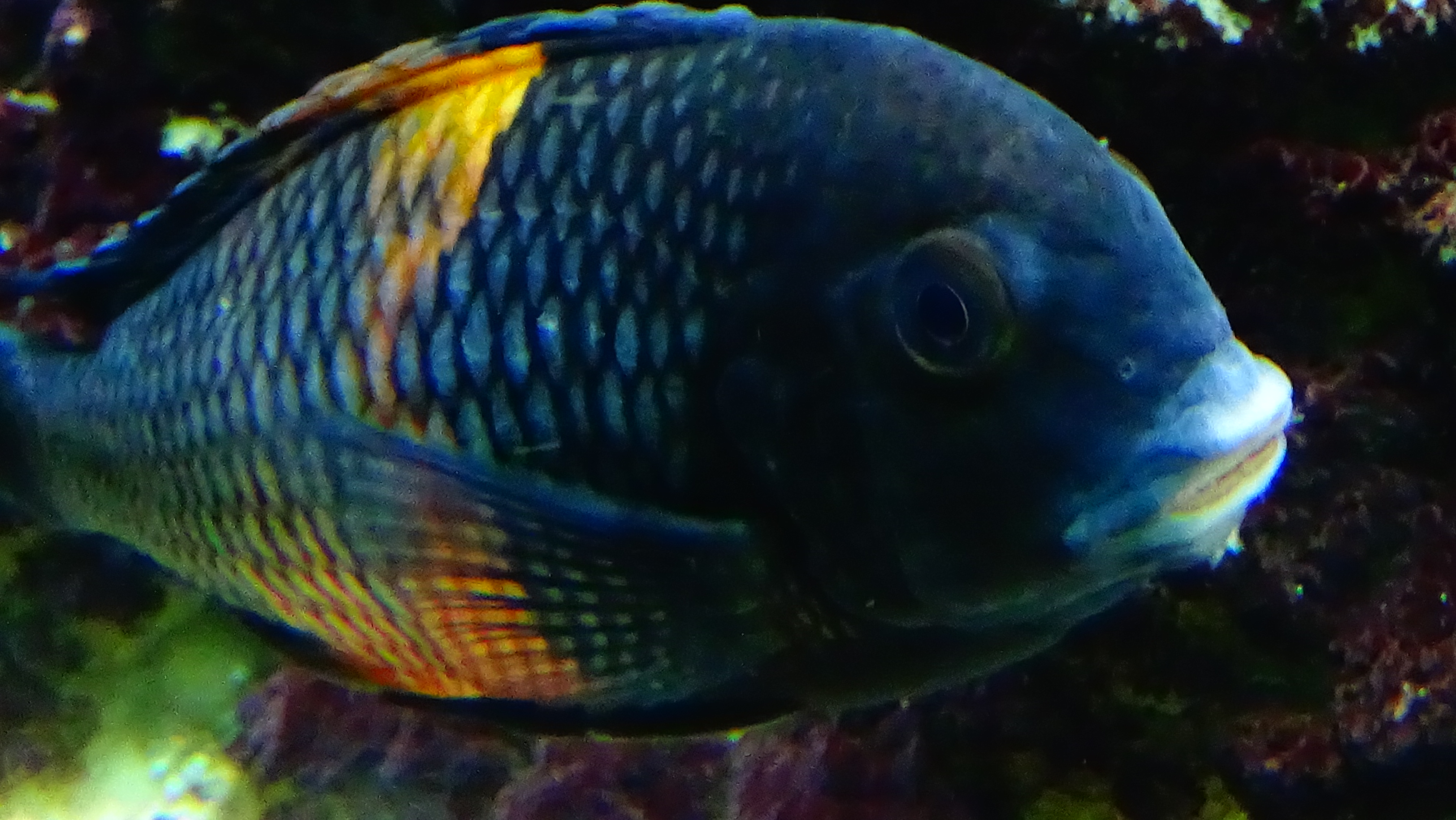
Tropheus sp. black "Pemba" ("Bemba") adulte.
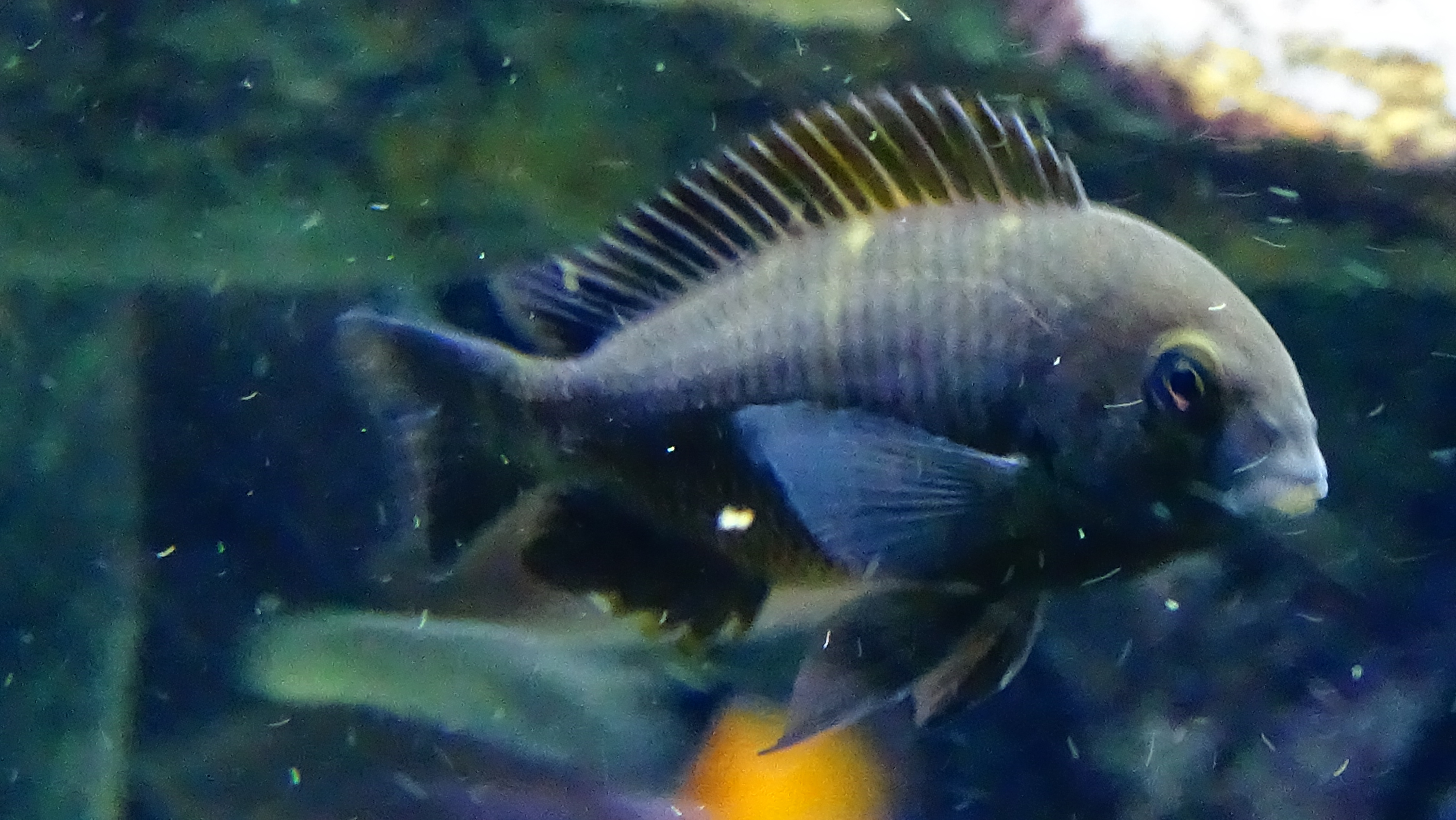
Tropheus sp. black "Pemba" ("Bemba") jeune d'environ 4 cm de coloration sombre.
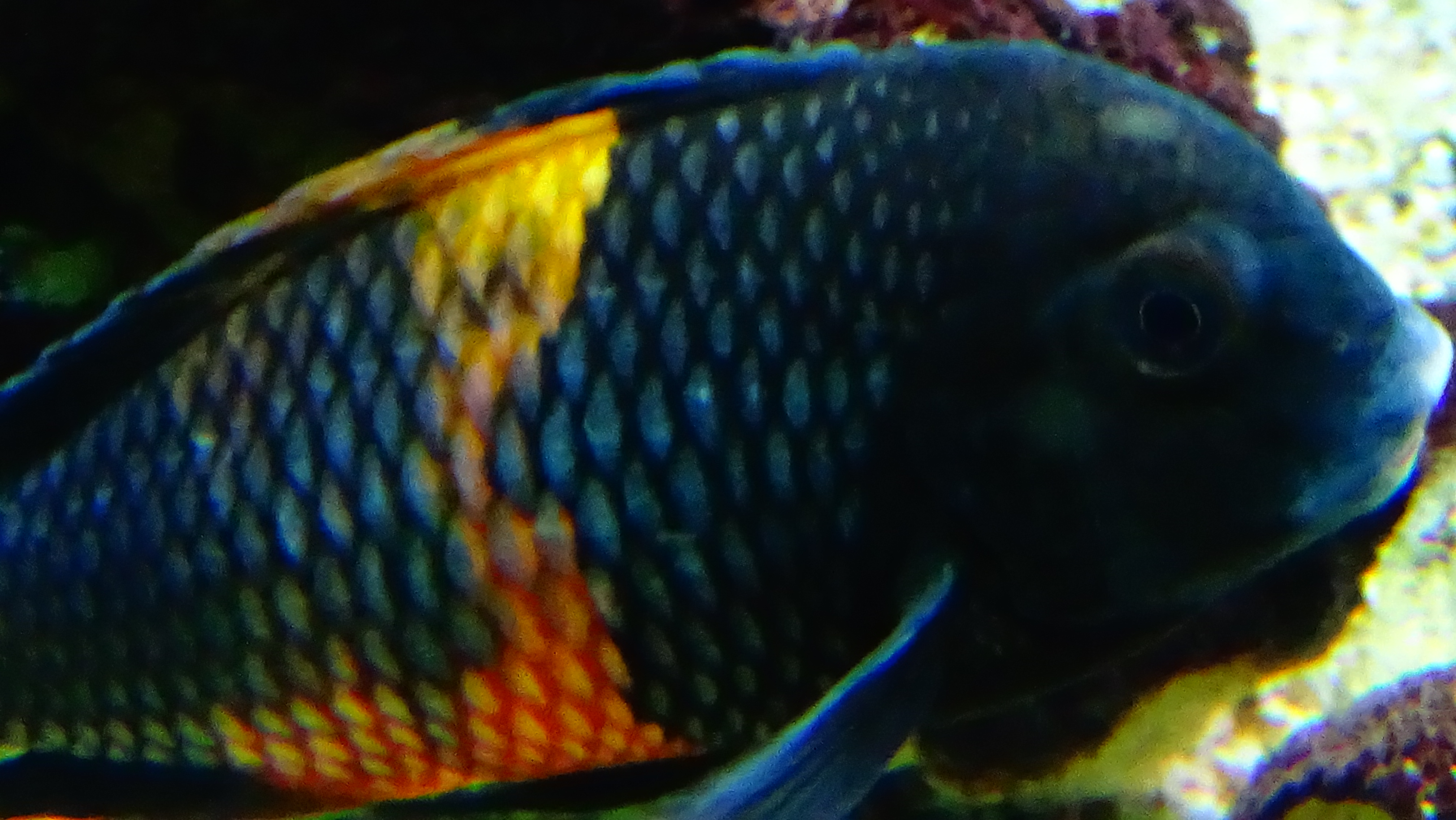
Tropheus sp. black "Pemba" ("Bemba") adulte.